# Búcsú (Született feleségek)
A Búcsú (Look Into Their Eyes and You See What They Know) a Született feleségek (Desperate Housewives) című amerikai filmsorozat százhatodik epizódja. Az Amerikai Egyesült Államokban először az ABC (American Broadcasting Company) adó vetítette 2009. április 19-én.

## Az epizód cselekménye
Edie egy nap autóbalesetet szenved, és a segítségnyújtás megérkezése előtt, a szomszédok aggódó tekinteteivel körülvéve, az életét veszti. Barátnői két nappal később az utolsó kívánsága szerint, a hamvaival a fiához tartanak. Az utazás közben pedig mindenkiben felélednek az emlékek Edie-ről. Lynette arra gondol vissza hálásan, amikor Edie a betegségén segítette át. Susan eközben a heves és roppant szórakoztató vitáikra emlékszik vissza. Bree pedig elmeséli a többieknek, hogy Edie látogatta a börtönben Orsont. Gabrielle persze a közös bulizásokra gondol vissza nosztalgiával, amikor azon versenyeztek, hogy melyikük hódít meg több pasit. Mrs. McCluskey odaérvén pedig elmondja a fiúnak, hogy az édesanyja azért hagyta, hogy az apjával nőjön fel, mert meg akarta óvni saját magától. Végül aztán Edie hamvai mégis csak a Lila Akác közbe kerülnek.

## Narrátor
- Nicholette Sheridan - Edie Williams

## Mellékszereplők
- Stephen Lunsford - Travers McLain
- Kathryn Joosten - Karen McCluskey
- Andrew Lockridge - Egy diák
- Kevin Rahm - Lee McDermott

## Edie epizódzáró monológja
- A narrátor, Edie Britt monológja az epizód végén így hangzik (a magyar változat alapján):

"És így történt, hogy a Lila akác köz lett a végső nyughelyem. A hamvaim a gyepre szórattak, amelyen egykor jártam. Fák alá, amelyek egykor rám vetették árnyékukat. Rózsákra, amelyekben egykor gyönyörködtem. És kerítések mellé, amelyek fölött egykor pletykáltam. És miután a barátaim búcsút vettek tőlem, szél támadt, és elsodorta, ami megmaradt belőlem. Ahogy lenéztem a világra, búcsút vettem tőle én is. Búcsút a fehér léckerítésektől, a felhajtón álló kocsiktól, kávéscsészéktől és porszívóktól. Búcsút vettem mindazoktól a dolgoktól, amelyek oly szokványosnak tűnnek, de ha összerakjuk őket, kiadnak egy életet. Egy életet, ami valóban párját ritkító volt. Elárulok valamit: nem nehéz meghalni, ha az ember tudja hogy, élt. És én éltem. Óh, mennyire éltem!"

## Érdekesség
- Abban a jelenetben, amelyben Gaby és Edie egy bárban versenyeznek, a Shampoo nevű brit zenekar I Know What Boys Like című száma szól.
- Ez a második epizód a sorozatban, amiben nem Mary Alice Young a narrátor. A harmadik évad 16. részében Bree első férje, Rex Van de Kamp volt a narrátor, míg ebben a részben Edie Britt, aki ebben az epizódban hal meg.
- Nem ez az utolsó Született feleségek-epizód, amiben Nicollette Sheridan Edie-ként szerepel: az évad huszonharmadik, Bűnök és büntetések című epizódjában Edie még megjelenik Dave hallucinációjaként.
- Ez a negyedik epizódja a sorozatnak, melynek elején nincs rövid visszatekintés az előző epizódokra (az első a sorozat nyitó része, a Végzetes csütörtök volt, a második az ötödik évad 1. része, a Röpül az idő..., a harmadik pedig a századik epizód, az Egy ügyes kezű ezermester). Így ez az első rész, amelyben Mary Alice Young egyáltalán nem hallható.
- Hiba az epizódban, hogy Susan megkéri Mrs. McCluskeyt, hogy cserélje ki a kerekeket a kocsin, mert ő nem tudja, hogyan kell. Ellenben az első évad 12. részében ő maga cserélte ki Edie kerekeit, mielőtt elmentek a Sziklás-tóhoz, hogy szétszórják Martha Huber hamvait.

## Epizódcímek más nyelveken
- Angol: Look Into Their Eyes and You See What They Know (Nézz a szemükbe, és megérted, mit tudnak)
- Német: Die letzte Ruhestätte (A végső nyughely)
- Olasz: Unica nel suo genere (Egyedi a maga nemében)
- Francia: Au revoir les amies (Viszlát, barátok)